# Michal Šimečka

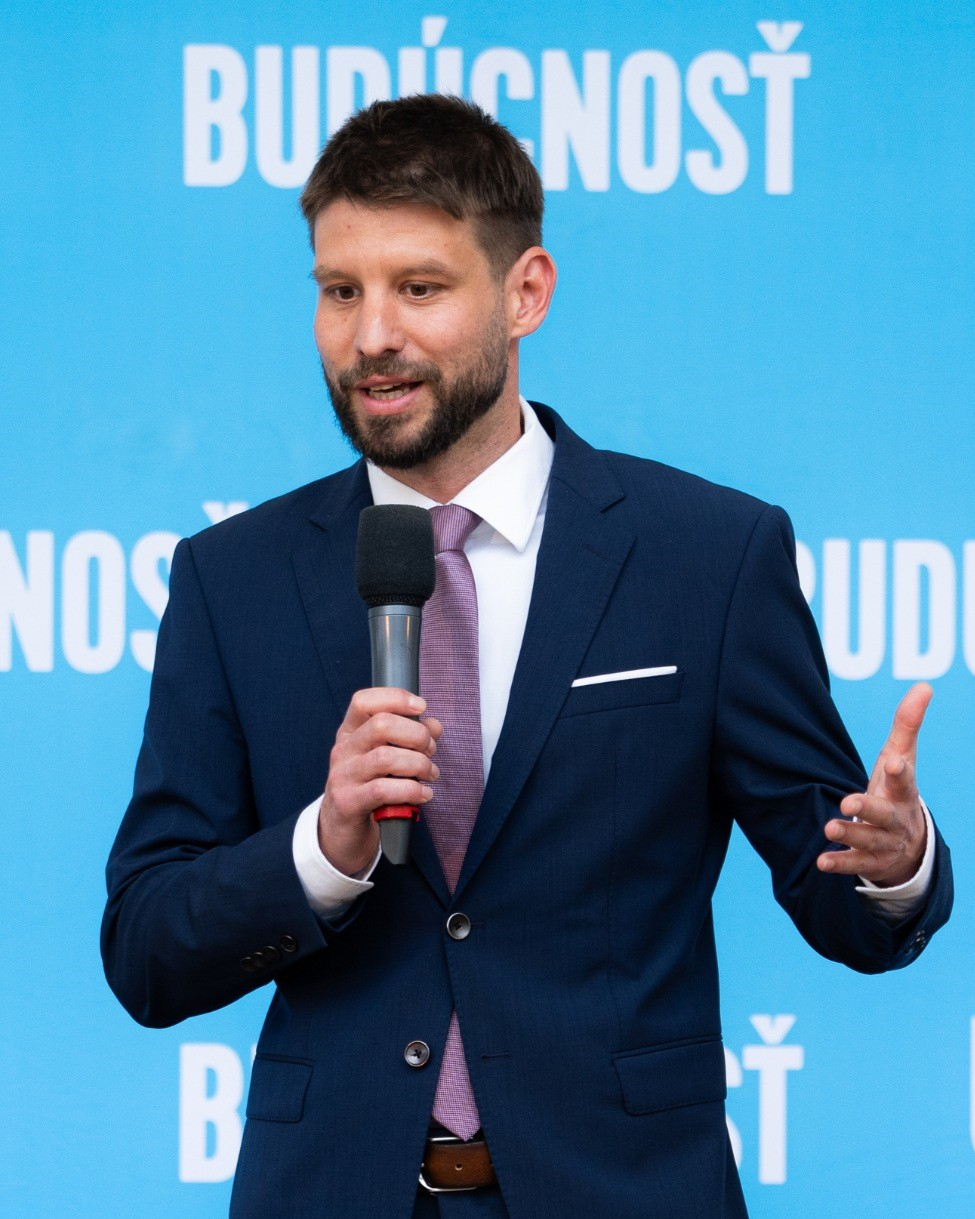
Michal Šimečka (2023)

Michal Šimečka [ˈmixal ˈʂimetʂka] (* 10. Mai 1984 in Bratislava, Tschechoslowakei) ist ein slowakischer Politiker, Politikwissenschaftler und ehemaliger Journalist. Er ist seit 2022 Vorsitzender der von ihm mitgegründeten Partei Progresívne Slovensko. Er war von 2019 bis 2023 Mitglied im Europäischen Parlament und dort Vizepräsident. Seit 2023 ist er Abgeordneter im Nationalrat und war zwischen 2023 und 2024 stellvertretender Parlamentssprecher.

## Leben

### Ausbildung
Der in Bratislava geborene Michal Šimečka studierte zwischen 2003 und 2006 Politikwissenschaften und internationale Beziehungen an der Karls-Universität in Prag und schloss das Studium mit dem Bachelor ab., Danach ging er nach Oxford und absolvierte zwischen 2006 und 2008 ein Masterstudium in Politikwissenschaften am St Antony’s College der University of Oxford, welches er mit Auszeichnung abschloss. Im Anschluss absolvierte er zwischen 2008 und 2012 Postgraduales Studium am Nuffield College der University of Oxford und schloss das Studium mit dem Erwerb des Grades Ph.D. ab.

### Berufliche Laufbahn
Seine berufliche Laufbahn begann Micha als Journalist bei der slowakischen Tageszeitung SME. Im Jahr 2004 wechselte er von der SME zur tschechischen Ausgabe der Financial Times und arbeitete dort bis 2006. In der Folge arbeitete er zwischen 2007 und 2010 in London beim britischen Unternehmen Exclusive Analysis, wo sein Aufgabengebiet die politische Risikoanalyse war. Nachdem er im Jahr 2010 Lehrbeauftragter an der Karls-Universität in Prag und 2011 an der Comenius-Universität in Bratislava gewesen war, arbeitete er zwischen 2015 und 2017 als leitender wissenschaftlicher Mitarbeiter am Institut für Internationale Beziehungen in Prag.

### Politische Laufbahn
Seine ersten Erfahrungen in der Politik sammelte Michal Šimečka zwischen 2011 und 2014, als er für verschiedene Mitglieder des Europäischen Parlaments, wie zum Beispiel für den tschechischen Abgeordneten Libor Rouček und den slowakischen Abgeordneten Boris Zala, als außenpolitischer Berater tätig war. Während seiner Tätigkeit am Institut für Internationale Beziehungen in Prag war er zudem auch Berater von Lubomír Zaorálek, dem damaligen tschechischen Außenminister. Nachdem die Partei Progresívne Slovensko am 27. November 2017 offiziell in das Register politických strán a politických hnutí (deutsch: „Register politischer Parteien und politischer Bewegungen“) eingetragen worden war, nahm Michal Šimečka am 20. Januar 2018 an der Gründungsversammlung der Partei in Žilina teil und wurde dort zu einem von fünf Vizevorsitzenden gewählt. Ein Jahr später führte er die Koalition aus Progresívne Slovensko und Spolu – občianska demokracia als Spitzenkandidat in die Europawahl 2019 und konnte mit der Koalition mit 20,1 Prozent der Stimmen stärkste Kraft werden. Er selbst erhielt 81.735 Stimmen und zog damit in das Europäische Parlament ein, wo er sich mit seinem Parteikollegen Martin Hojsík der Fraktion Renew Europe anschloss. Im Februar 2020 wurde er zu einem von mehreren Vizepräsidenten der Fraktion gewählt.
Nach dem Tod von David Sassoli, dem Präsidenten des Europäischen Parlements, wurde das Präsidium im Januar neu gewählt und im zweiten Wahlgang wurde Michal Šimečka zu einem von 14 Vizepräsidenten gewählt. Er war damit der erste slowakische Politiker, der diese Position innehatte. Im Zuge der Wahl trat er als Vizepräsidenten der Fraktion Renew Europe zurück, blieb aber Mitglied des Präsidiums der Fraktion. Am 7. Mai 2022 wurde er zum neuen Vorsitzenden der Progresívne Slovensko gewählt und trat offiziell am 10. August 2022 die Nachfolge von Irena Bihariová, welche der Partei als Vizevorsitzende erhalten blieb, an. Bei der Nationalratswahl 2023 war er Spitzenkandidat seiner Partei und zog in den Nationalrat ein. Im Zuge dessen legte er sein Mandat im Europaparlament nieder. Für ihn rückte Jozef Mihál nach. Am 25. Oktober 2023 wurde er mit 92 von 142 Stimmen vom Nationalrat der Slowakischen Republik zu einem von vier stellvertretenden Parlamentssprechern gewählt. Am 17. September 2024 wurde Michal Šimečka mit 76 Stimmen und damit der knappsten Mehrheit von diesem Posten abberufen. Die gesamte Opposition als auch zwei Politiker von Hlas blieben der Abstimmung fern.

## Privates
Michal Šimečka ist der Enkel des tschechoslowakischen Philosophen, Schriftstellers und Dissidenten Milan Šimečka und der Sohn des Journalisten Martin M. Šimečka. Mit seiner Partnerin Soňa Ferienčíková, welche als Tänzerin und Choreografin arbeitet, hat er eine Tochter (* 2020) und gemeinsam leben sie in seiner Heimatstadt Bratislava.